# Scandale Koskotas
Le scandale Koskotas est une affaire politico-financière grecque impliquant à la fin des années 1980 le financier Georges Koskotas et le Premier ministre grec Andréas Papandréou, son gouvernement et une partie du PASOK.
Georges Koskotas avait acheté la Banque de Crète avant de se livrer à des détournements de fonds. Un déficit de 132 millions de dollars fut découvert en novembre 1988. Une partie de l'argent aurait été utilisé pour financer, à hauteur de 20 millions de dollars, le Premier ministre grec Andréas Papandréou, son gouvernement et une partie du PASOK.
Le PASOK perdit les élections législatives grecques de juin 1989 et Papandréou fut mis en examen, avant d'être acquitté en 1992.